# Megalostomis
Megalostomis is een geslacht van kevers uit de familie bladkevers (Chrysomelidae).
De wetenschappelijke naam van het geslacht werd in 1837 gepubliceerd door Louis Alexandre Auguste Chevrolat.

## Soorten
- Megalostomis hespenheidi Moldenke, 1981
- Megalostomis monrosi Medvedev, 1998